# Greenville (Alabama)
Pour les articles homonymes, voir Greenville.
Greenville est une municipalité américaine, siège du comté de Butler en Alabama. Lors du recensement de 2010, sa population est de 8 135 habitants, contre 7 228 lors du précédent recensement.

## Géographie
Selon le Bureau du recensement des États-Unis, la municipalité s'étend sur 21,53 milles carrés (55,76 km2), dont 0,18 milles carrés (0,47 km2) d'étendues d'eau soit 0,84 % du total.

## Histoire
La ville doit son nom à ses premiers habitants, originaires de Greenville en Caroline du Sud.

## Démographie
| 1870  | 1880  | 1890  | 1900  | 1910  | 1920  | 1930  | 1940  |
| ----- | ----- | ----- | ----- | ----- | ----- | ----- | ----- |
| 2 856 | 2 471 | 2 806 | 3 162 | 3 377 | 3 471 | 3 985 | 5 075 |

| 1950  | 1960  | 1970  | 1980  | 1990  | 2000  | 2010  | - |
| ----- | ----- | ----- | ----- | ----- | ----- | ----- | - |
| 6 731 | 6 894 | 8 033 | 7 807 | 7 492 | 7 228 | 8 135 | - |